# Magnus Mills
Magnus Mills (* 1954 in Birmingham) ist ein britischer Schriftsteller, der mit Romanen und Kurzgeschichten bekannt wurde.

## Leben
Mills lebte bis 1986 in Bristol, bevor er nach London zog. Bis dahin hatte er wie die Protagonisten seines ersten Romans Die Herren der Zäune als Zaunbauer gearbeitet. In London war er als Busfahrer tätig und begann nebenher mit dem Schreiben. Er arbeitete einige Wochen für den Independent und verfasste kurz darauf sein erstes Buch. Dieses kam 1998 in die engere Auswahl des Booker Prize und des Whitbread First Novel Award und gewann den McKnitterick Prize 1999. Es folgte 1999 die Veröffentlichung von Indien kann warten. Daraufhin gab Mills vorübergehend seinen Job als Busfahrer auf, um zu sehen, ob er als Vollzeitautor arbeiten könne. 2001 veröffentlichte er den Roman Zum König!, der positive Kritiken bekam. Nach einigen Jahren Pause begann er wieder die Buslinie von Brixton nach Oxford Circus zu fahren. Es folgte 2003 der Roman Ganze Arbeit, 2005 Die Entdecker des Jahrhunderts.

## Stil
Mills benutzt einen lakonischen Stil, er verwendet kurze Sätze und viele Dialoge. Sein Humor wird deadpan genannt, eine britische Form des trockenen Humors. Allerdings sind seine Werke nicht nur komisch, sondern thematisieren auch Werte wie Freiheit und menschliche Handlungsweisen wie Gewohnheit. So endet die Indienreise des Protagonisten aus Mills’ zweitem Roman Indien kann warten zum Beispiel auf einem Campingplatz und mit einem täglichen Pubbesuch.

## Ehrungen und Auszeichnungen
- 1998 Nominierung für den Booker Prize und den Whitbread First Novel Award für Die Herren der Zäune
- 1999 McKitterick Prize für Die Herren der Zäune
- 2015 Nominierung für den Goldsmiths Prize für The Field of the Cloth of Gold[2]

## Werke (Auswahl)
- The Restraint of Beasts – Roman, 1998
  - dt. Die Herren der Zäune, übersetzt von Katharina Böhmer
- Only When the Sun Shines Brightly – Kurzgeschichten, 1999
- All Quiet On The Orient Express – Roman, 1999
  - dt. Indien kann warten, übersetzt von Katharina Böhmer
- Three to See the King – Roman, 2001
  - dt. Zum König!
- The Scheme for Full Employment (dt. Ganze Arbeit) – Roman, 2003
- Once in a Blue Moon – Kurzgeschichten, 2003
- Explorers of the New Century – Roman, 2005
  - dt.Die Entdecker des Jahrhunderts
- Maintenance of Headway – Roman, 2010
- A Cruel Bird Came to the Nest and Looked In – Roman, 2011
- The Field of the Cloth of Gold, 2015[3]
  - dt. Das Paradies möglicherweise
- The Forensic Records Society – Roman, 2017
- Tales of Muffeld Oars – Roman, 2020
- The Trouble with Sunbathers – Roman, 2020
- Sunbathers in a Bottle – Roman, 2021
- Mistaken for Sunbathers – Roman, 2022